# Vestido de novia

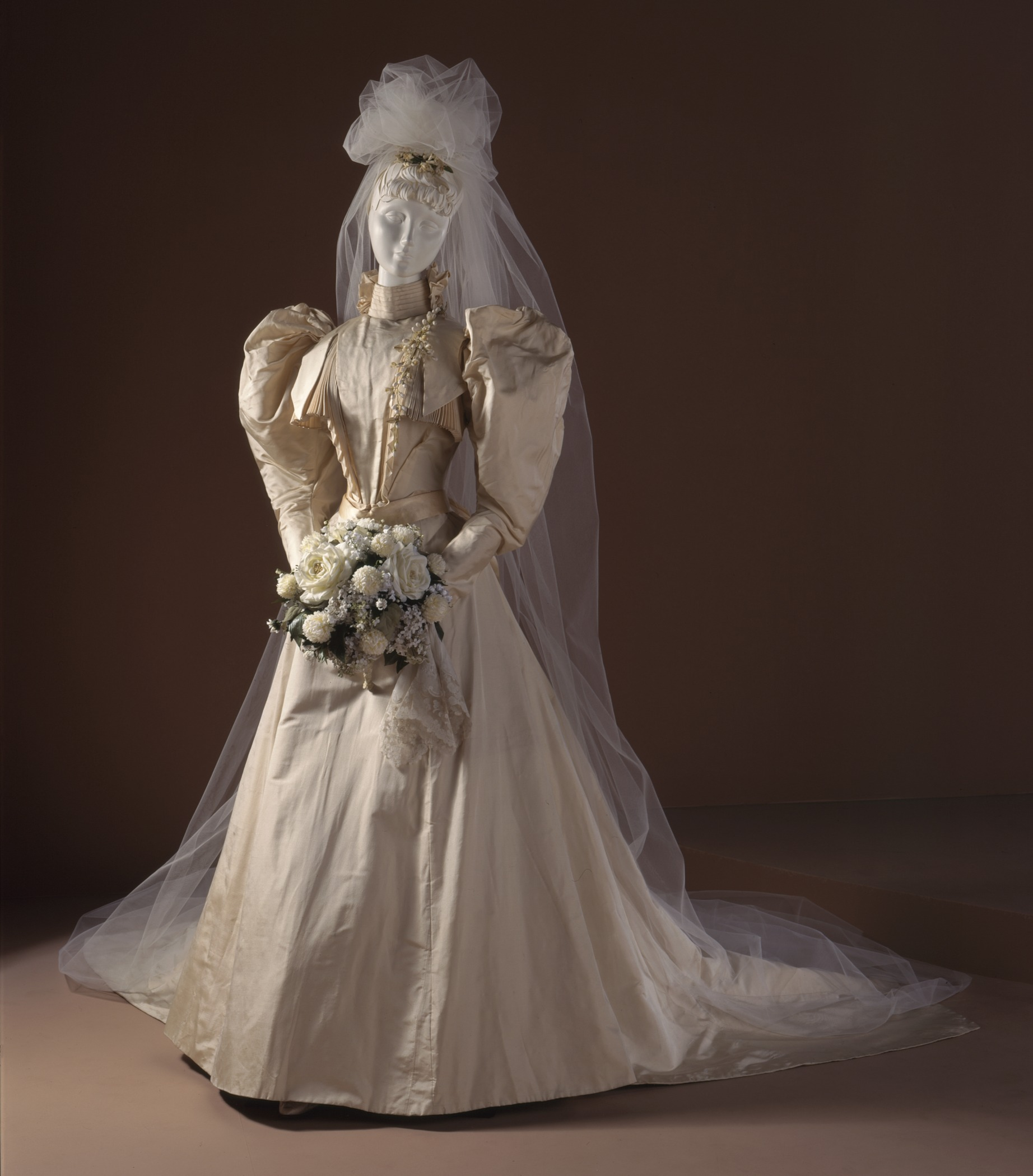
Vestido de novia de 1891.

Un vestido de novia o vestido de casamiento es la prenda utilizada por las novias durante la ceremonia de la boda. La importancia del color, del estilo y del ceremonial del vestido depende de la religión y de la cultura de los participantes.

## Tradición mundial

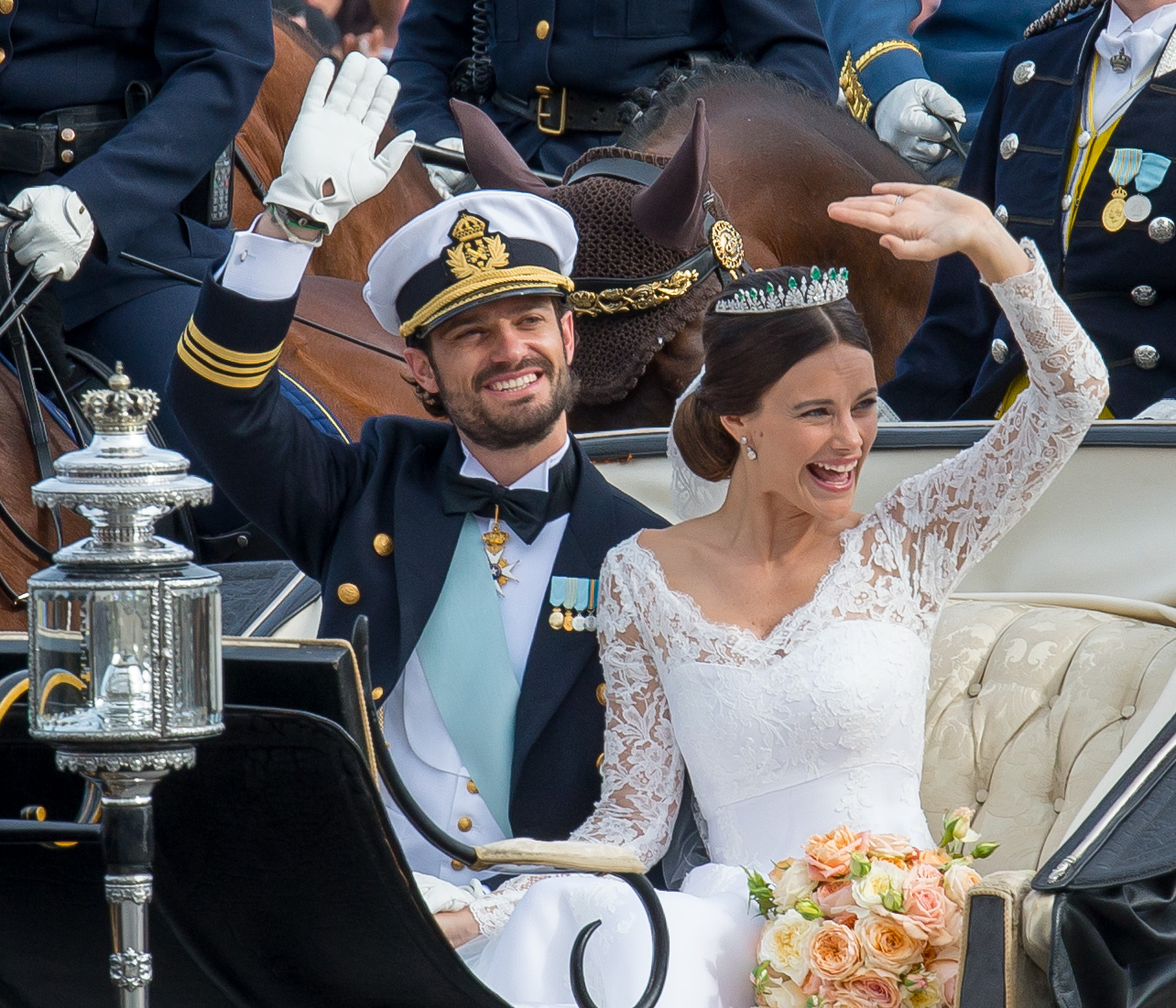
Boda real en Estocolmo.

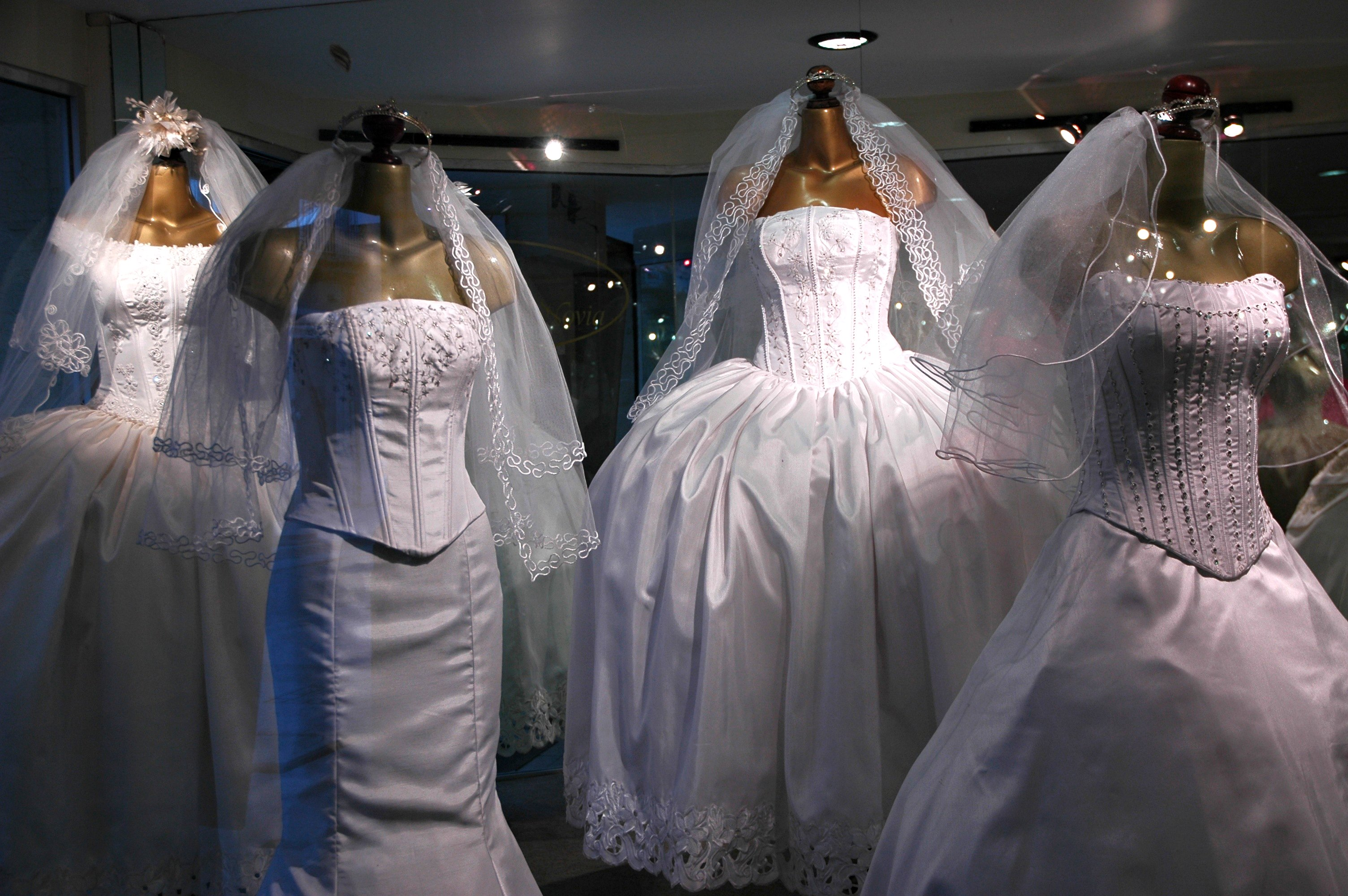
Vestido sin tirantes

En la tradición moderna, en la cultura occidental, el color de los vestidos de boda es blanco. Utilizado en este sentido, el blanco de boda incluye tonos pastel tales como huevo, crudo o marfil. La popularidad de este color puede remontarse a 1840 año en que se produjo el matrimonio de la reina Victoria con Alberto de Sajonia-Coburgo. La reina eligió un vestido de color blanco para el acontecimiento. La fotografía oficial del retrato de boda fue extensamente difundida y muchas novias optaron por un vestido similar en honor a esa elección. La tradición de utilizar un traje blanco en la boda continúa hoy en día.
A principios del siglo XXI, alrededor del 75% de los vestidos de novia en el mercado son sin mangas y sin tirantes. Otras novias prefieren estilos más modestos con mangas, escotes más altos y espaldas cubiertas. La mayoría de los vestidos de novia de hoy tienen la espalda con cordones o la espalda con cremallera. Los vestidos de novia también pueden ser largos o cortos, según el tipo de boda. Muchos vestidos ceremoniales occidentales se derivan de los trajes rituales cristianos. Por lo que se requirió reducir la exposición de la piel. En respuesta a esta tendencia, los vestidos sin mangas o sin tirantes suelen llevar guantes blancos largos.
Antes de la época victoriana las novias occidentales se podían casar de cualquier color excepto el negro (el color propio del luto) o el rojo (que estaba relacionado con la prostitución ). El vestido blanco vino a simbolizar la pureza del corazón y la inocencia de la niñez, siendo estos sin mangas ya que simboliza el ser una mujer pura sin necesidad de sostén, social o emocional. Una atribución más reciente sugirió que el color blanco simbolizaba la virginidad, pero esta pauta no cuadra a menudo con que las novias viudas o divorciadas utilicen los vestidos blancos para sus sucesivas uniones. Originariamente el azul era el color que se relacionaba con la pureza. A principios del siglo XXI las tendencias empezaron a variar aunque se sigue manteniendo el blanco como color fundamental del vestido nupcial.

### Telas que pueden utilizarse en los vestidos de novia

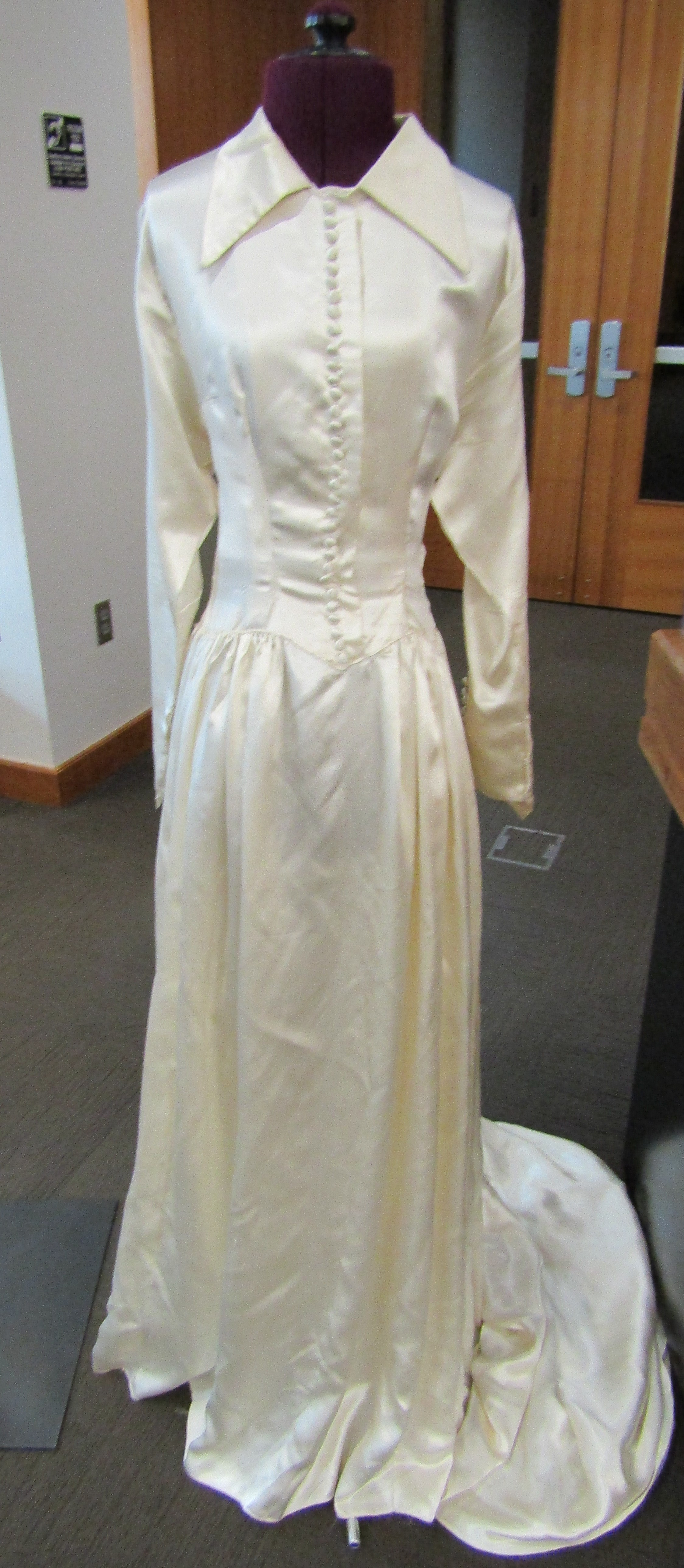
Vestido japonés de seda.

- Tul: tejido muy fino de seda, algodón o fibra. Es la tela de los velos por excelencia.
- Muselina: también se le conoce como gasa y se destaca por su caída muy suelta. Está formada por un tejido de seda fino y transparente.
- Raso: es de los más utilizados para la confección del vestido, se destaca por su acabado y cuerpo logrado a través del tejido de hilos de seda.
- Seda: tejido milenario de origen chino, se destaca por su caída suelta y ligera.
- Shantung: es un tejido de seda virgen que tiene mucha textura y brillo
- Brocado: tejido bordado con hilo de seda generalmente resaltado por relieves más brillantes que forman figuras.
- Organdí: tejido de algodón muy fino de tendencia translúcida. Es el típico de los cuellos de trajes finos de bebé.
- Organza: de apariencia casi transparente es un tejido de hilos de seda que tiene mucho cuerpo.
  - Organza satinada: tejido tupido de hilos de seda finos, transparente.
- Mouré: Es un tejido de textura fuerte y que dibuja aguas en su tejido.
- Tafetán: tela de seda muy lisa y al igual que el mouré resulta muy tupida y con una textura fuerte.
- Crepé: tejido liso muy fluido con mucha caída. Puede ser de seda, lana o poliéster
- Charmousse: tejido de satén de seda con trama gruesa.
- Chiffon: tejido de textura simple, generalmente de seda o rayón con cierto cuerpo.
- Damasco: tejido de seda o algodón que forma un labrado en relieve.
- Dupión de seda: Llamada seda salvaje. Seda natural con textura y brillo.
- Falla: tejido de seda o rayón, de gruesa textura y trama rugosa.
- Gasa: seda fina y transparente.
- Gazar: Seda natural tipo panamá.
- Lamé: tejido con hilos de oro o plata.
- Mikado: seda natural gruesa.
- Otoman: tejido grueso y fuerte de seda.
- Piqué: tejido de algodón con textura en relieve.
- Raso: tejido fuerte y brillante.
- Satén: tejido liso y brillante.
- Encaje: Tramado, calado o trenzado de tejido de hilos de seda, lino, oro, plata o algodón. Los hay de varios tipos:
  - Chantilly: red fina con dibujos florales.
  - Guipur: encaje grueso bordado sobre tul.
  - Macramé: encaje grueso de algodón.
  - Sutache: encaje de relieve con cordoncillo de seda.
  - Veneciano: encaje de cordón grueso con diversos diseños.
  - Alençon: encaje con una trama fuerte en su tejido.

### Los colores de los vestidos de novias y su significado

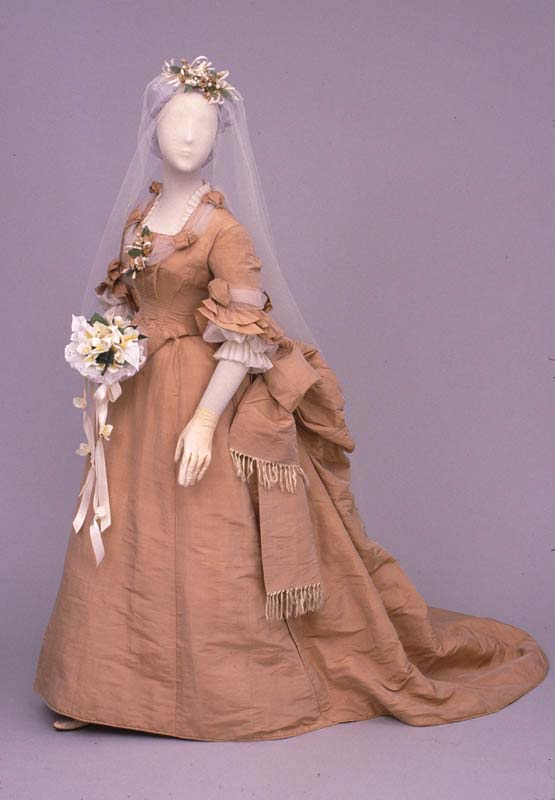
Vestido de novia color café, 1873-1878.

Antes de que se extendiera la tradición del vestido blanco, las novias elegían su atuendo de acuerdo a su preferencia y existían ciertas creencias sobre los colores con que se hicieran sus vestidos y su destino.
- Vestidos de novias azules. El amor por siempre será verdadero.
- Vestidos de novias en perla. Vivirá un remolino de sentimientos.
- Vestidos de novias en café. Siempre vivirá en la ciudad donde vive.
- Vestidos de novias rojos. La novia deseaba su propia muerte; pero al contrario en Asia, sobre todo en China e India es el color más común por simbolizar la buena suerte para la novia.
- Vestidos de novias amarillos. Es sentir pena por quien la desposa.
- Vestidos de novias verdes. Es tener pena de ser vista, aunque este color tuvo muchas variantes, pues para los irlandeses es el color tradicional y para otras culturas significa promiscuidad.
- Vestidos de novias rosados. Significa que su espíritu se hundía.
- Vestidos de novias grises. Es un hecho que se iría muy lejos.
- Vestidos de novias negros. Es que desea volver atrás, luego se empezó a considerar de mala suerte. En Escandinavia es el color más usual para vestidos de novia.

Actualmente hay variaciones sobre el color en cuanto al vestido y sus tipos de blanco, como el marfil y el beige claro, la tendencia varía de un año a otro, solo se debe elegir el tono que más se ajuste al color de piel de la novia.

## Tradición oriental

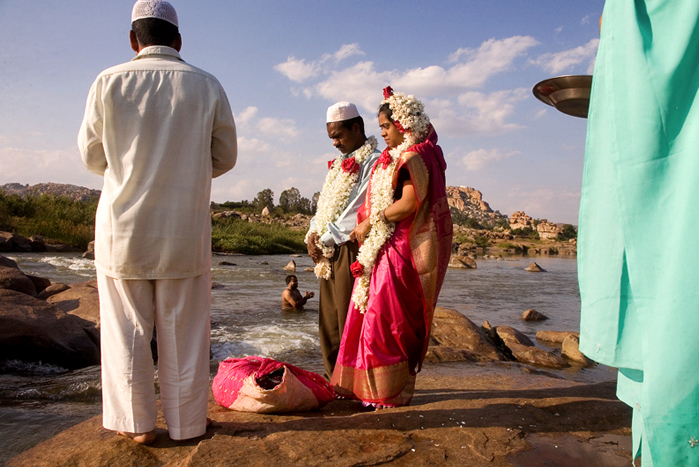
Traje de novia en India.

### China
Muchos de los vestidos de boda en China son de color rojo, el color tradicional de la buena suerte. Sin embargo, en las bodas chinas modernas, particularmente las celebradas en países occidentales, la novia opta por el vestido occidental blanco o cambia generalmente de un vestido rojo a un vestido blanco a lo largo del día.

### India
En algunas partes del norte de India el color tradicional de la ropa de boda de las mujeres es rojo, un color que significa prosperidad, aunque hoy en día, muchas mujeres optan por otro tipo de colores. Las bodas indias del sur utilizan tradicionalmente el color blanco o saris de color crema. Las novias indias en países occidentales utilizan el sari en la ceremonia de boda y cambian a menudo a ropa tradicional india después (como lehnga, choli, etcétera). En el siglo XV los vestidos eran morados.

## Galería de imágenes

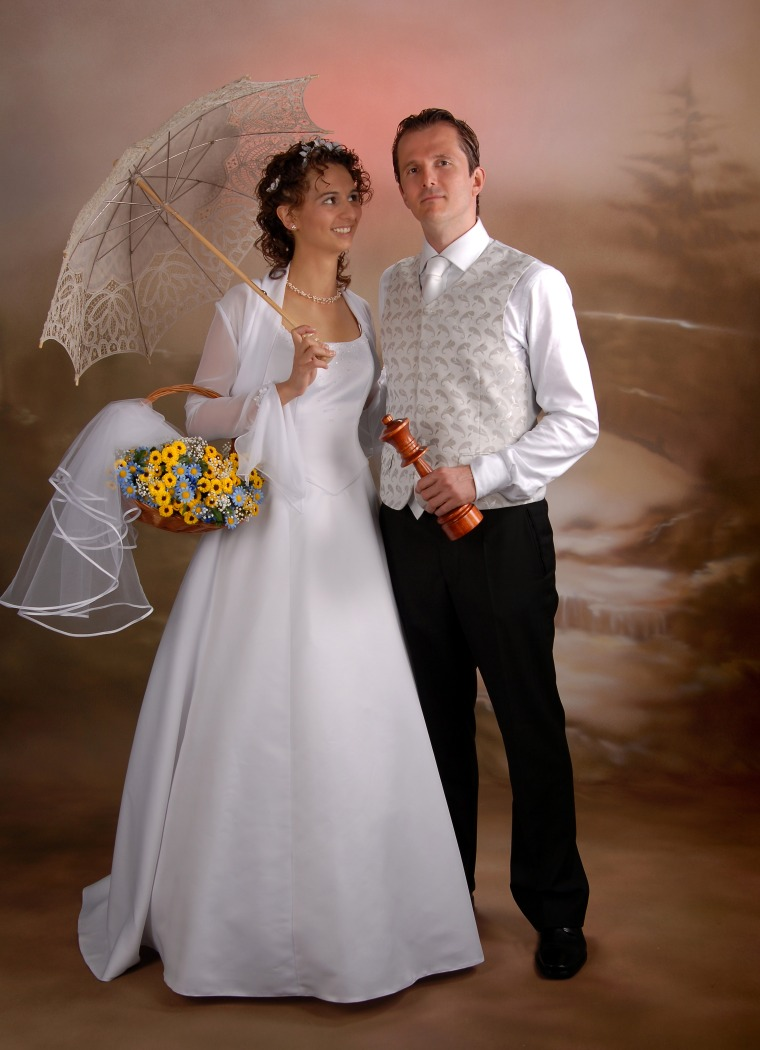
Novios vestidos para la boda.
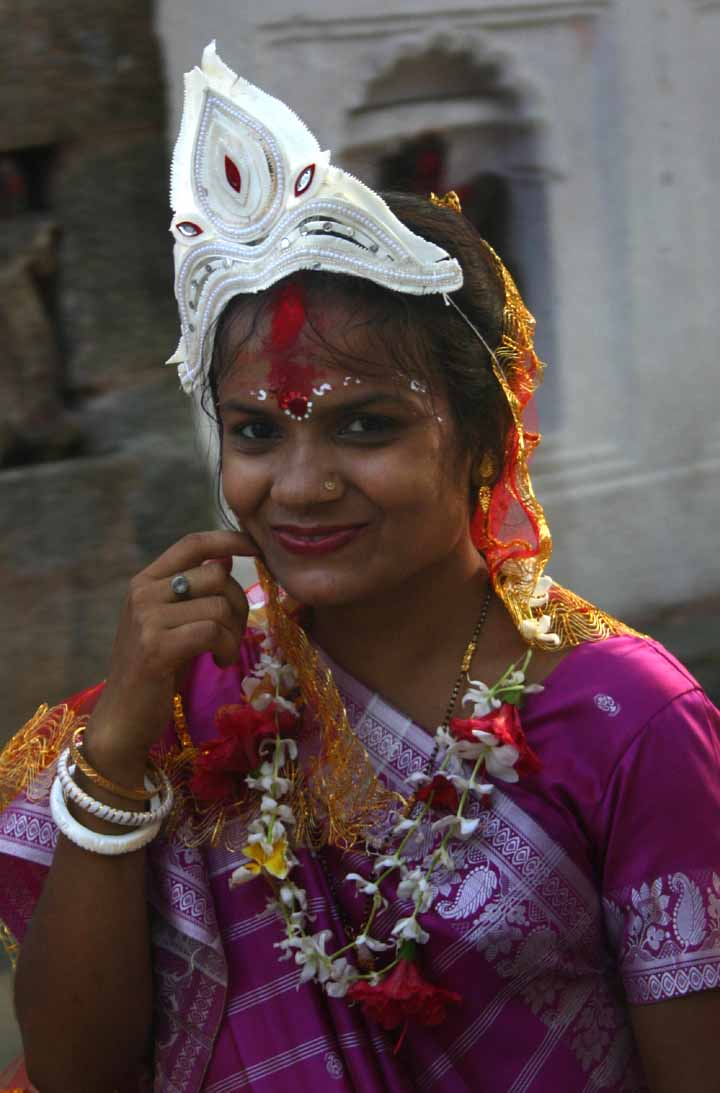
Novia en Assam (India).
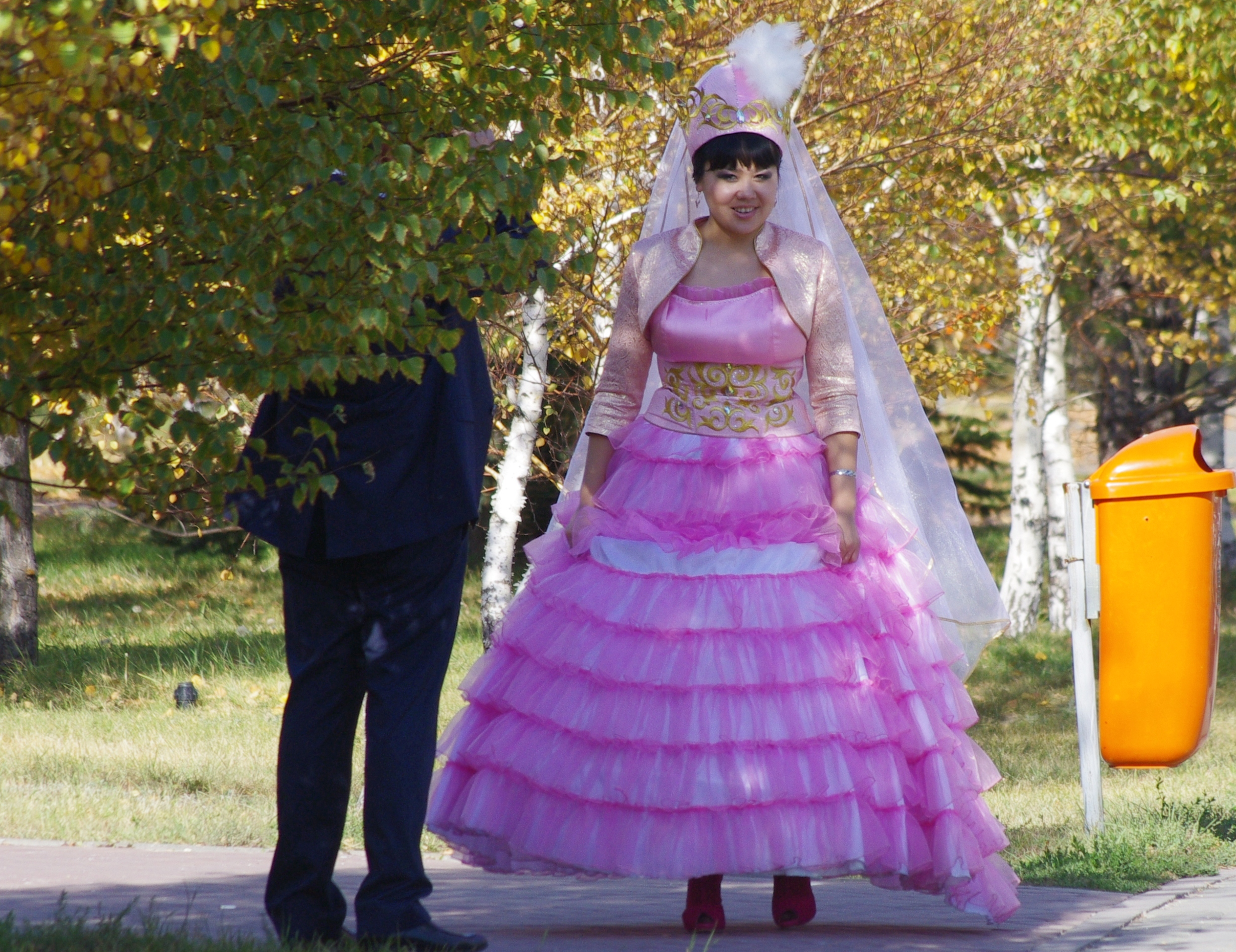
Vestido de novia en Kazajistán.
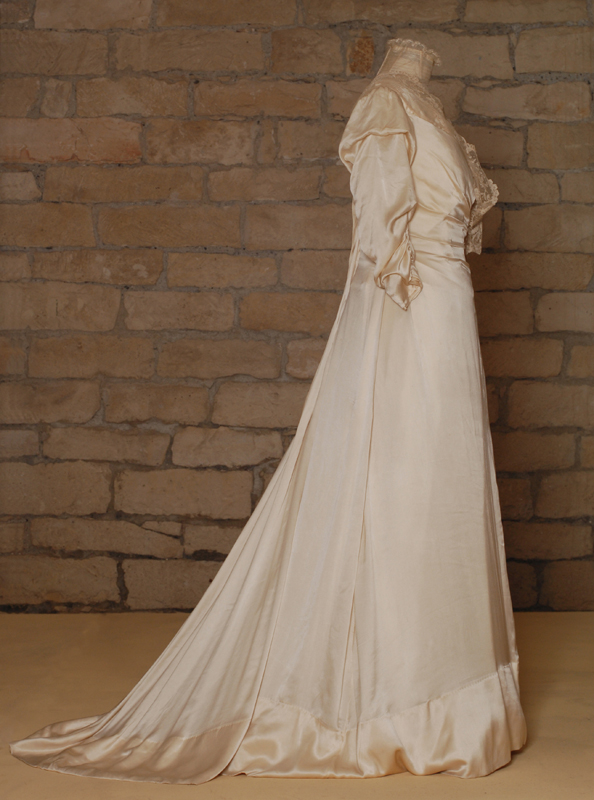
Vestido de novia «Sullivan», 1908 (Museo Fundación del Folclore del Peloponeso, Nauplia).
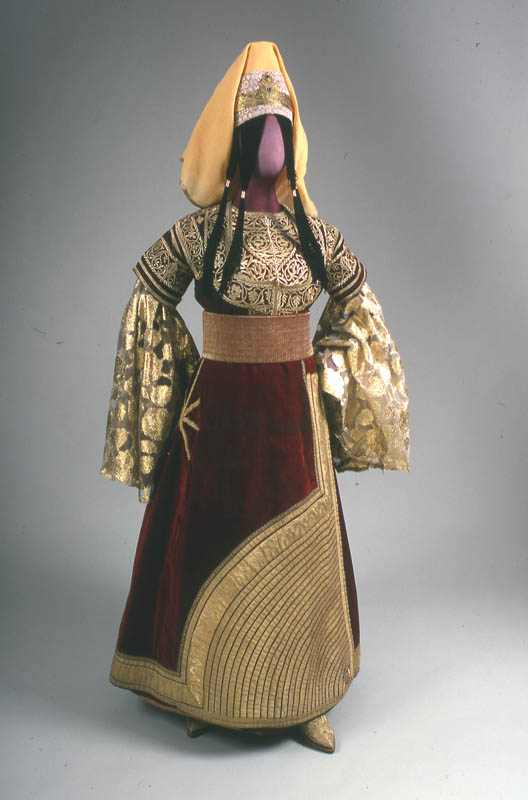
Vestido de novia de Marruecos.
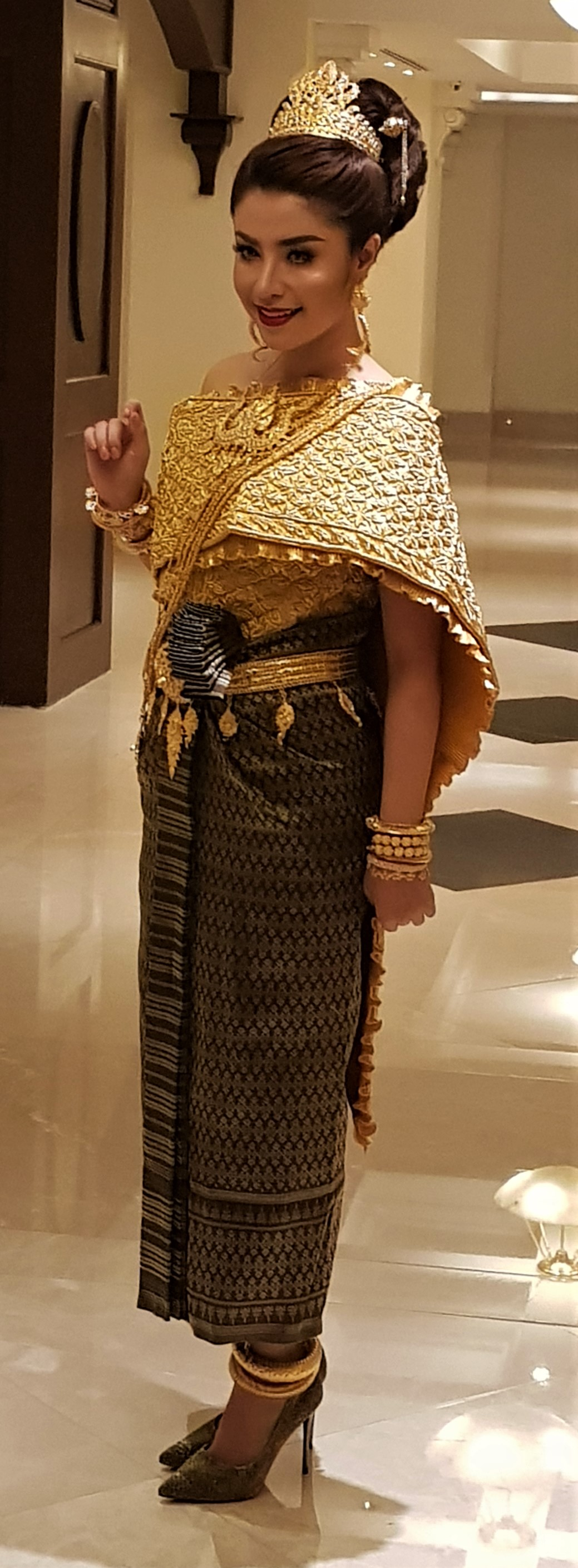
Vestido de novia de Camboya.
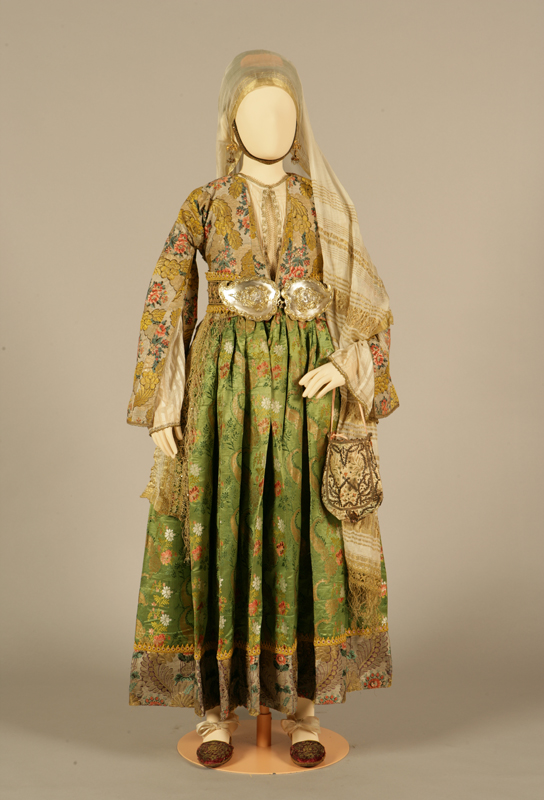
Vestido de novia (Eubea, Grecia, MFFP, Nauplia).